# 廖燕
廖燕（1644年—1705年），初名燕生，字人也，号柴舟、又号梦醒，韶州曲江（今广东韶关）人，清初文学家和思想家。
他一生贫困潦倒，以塾师为生计，但他在文学上成就较高。廖燕十九岁补为秀才后放弃了学业，在武江西岸建起“二十七松堂”潜心于经史、古文辞。康熙十五年发生三藩之乱，他曾加入清軍。其文恣肆犀利，他反对科举制度和八股文，对程朱理学及儒家传统史论，多持异议。论诗反对模拟堆砌，所作抒写怀抱，不事雕琢，隐含对现实不满。康熙四十四年去世。
廖燕的著述颇丰，但因其僻居于南境，一生布衣，因而文章流传不广，现有《二十七松堂集》传世，并有杂剧《醉画图》、《诉琵琶》等。1862年，《二十七松堂集》流传到了日本，颇受欢迎，日本人伊豫近藤元粹在1884年将廖燕列为中国明清文坛八大家之一。